# Arciabbazia di Beuron
L'arciabbazia San Martino di Beuron (in tedesco: Erzabtei Beuron o Erzabtei St. Martin) è la più grande sede monastica dell'Ordine di San Benedetto in Germania, e si trova presso la città di Beuron,  (Beuren, Buren Wirtemberg) valle del Danubio, nell'attuale stato del Baden-Württemberg.

## Storia

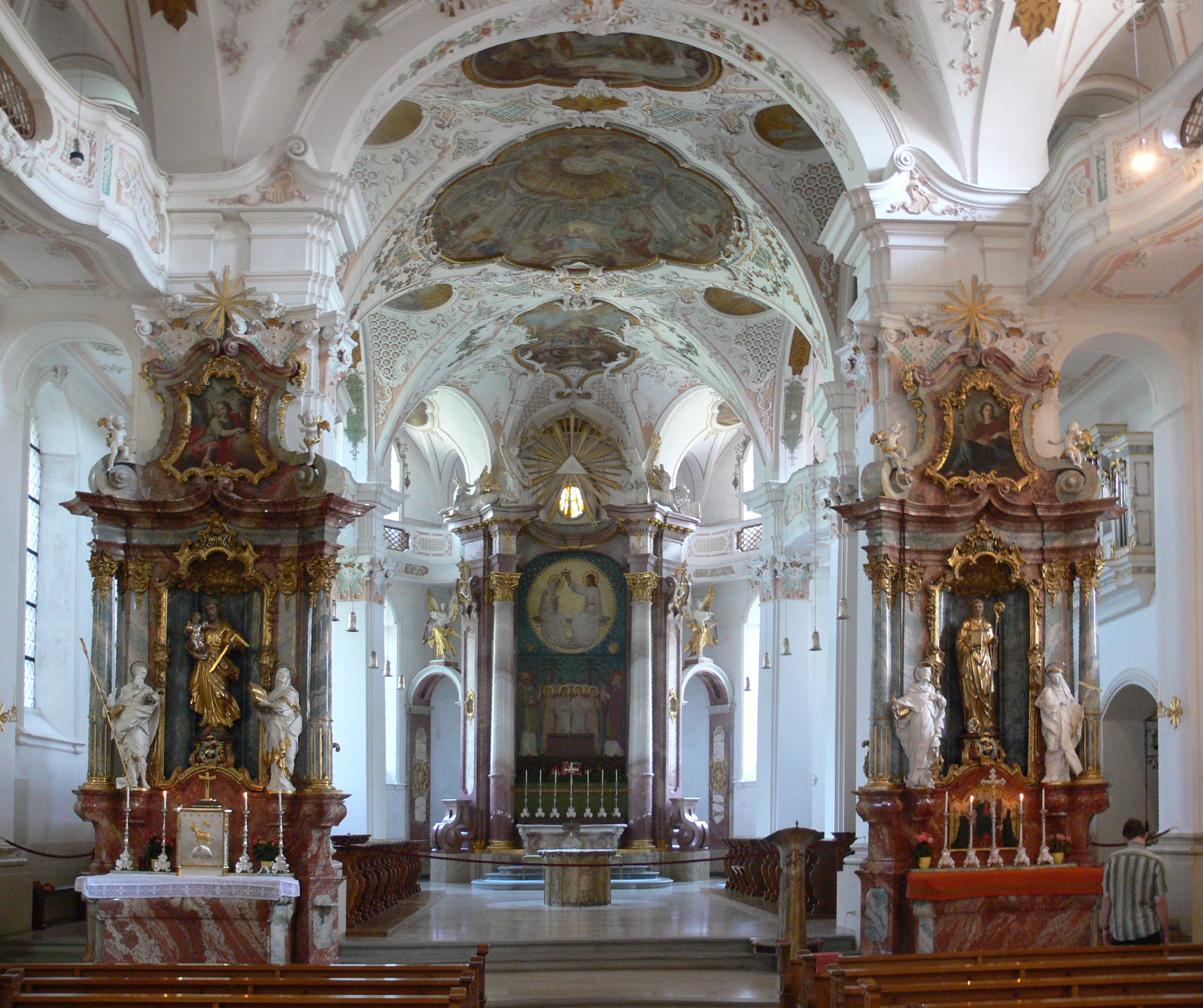
L'interno della chiesa.

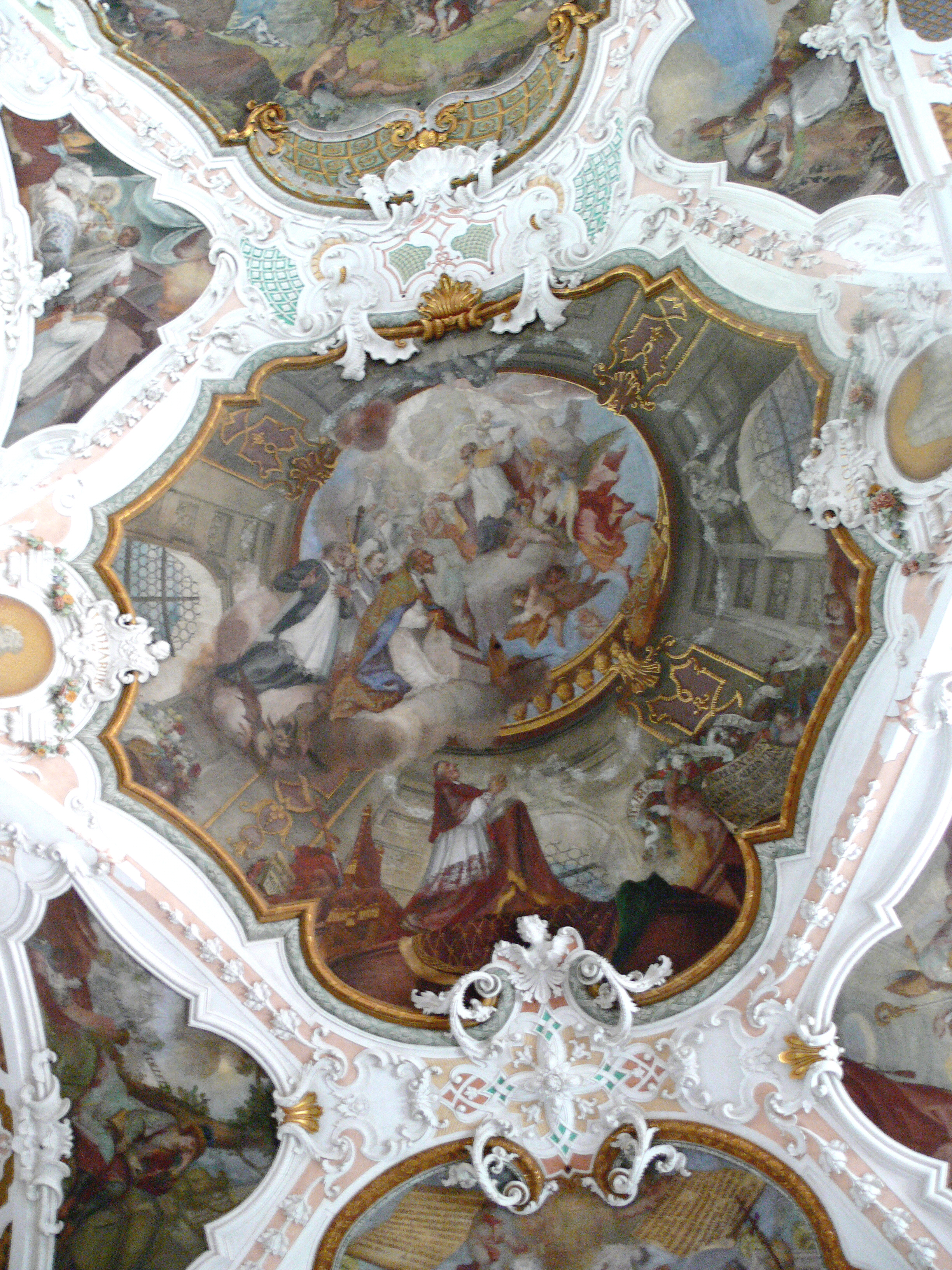
Particolare delle volte rococò della chiesa.

L'abbazia fu fondata nel 1863 dai fratelli Mauro e Placido Wolter, in una struttura che sino al 1802 aveva accolto un monastero di canonici regolari di Sant'Agostino. Tra il 1875 e il 1887, a causa delle condizioni politiche durante il Kulturkampf, i monaci dovettero lasciare l'abbazia, ma ebbero l'opportunità di trasferire la loro comunità altrove, prendendo il nome di Congregazione beuronese, una delle molte congregazioni dell'ordine benedettino.
Tra la fine del XIX e l'inizio del XX secolo, inoltre, fu istituita la Scuola d'arte di Beuron, d'impostazione religiosa: si dedicò a rivalutare gli studi sull'arte paleocristiana e bizantina. L'abbazia della Concezione nel Missouri fu fondata sui princìpi stabiliti dalla congregazione di Beuron.
L'abbazia continuò a essere un centro di studi di grande livello. La sua biblioteca è anche oggi una delle più grandi biblioteche della Germania, con oltre 400.000 volumi. Dal 1884 l'abbazia pubblicò anche le copie del Missale Romanum, un messale originariamente prodotto per la Germania da padre Anselm Schott di Beuron. L'abbazia ospita anche il Vetus-Latina-Institut, che cura l'edizione della Vetus latina sulla base dei pochi manoscritti e delle citazioni dalle opere dei Padri della Chiesa.
Qui sono sepolti Willibrord Benzler e il monaco pittore Jan Verkade.